# Søllerød Kro
Søllerød Kro er en restaurant grundlagt i 1677. Restauranten ligger i den gamle del af Søllerød i Nordsjælland og har haft en stjerne i Michelin-guiden siden 2007.
Fra 1986 til 1989 var Michel Michaud køkkenchef, og det var under hans ledelse, at restauranten modtog sin første michelinstjerne i 1987.

## I populærkultur
Søllerød kro har været brugt som lokation i flere danske film, som inkluderer Tag til Rønneby kro (1941), Bruden fra Dragstrup (1955), Soldaterkammerater på efterårsmanøvre (1961) og Tænk på et tal (1969).
En del af Jan Sonnergaards novelle "Jeg er stadig bange for Caspar Michael Petersen" i novellesamlingen af samme navn fra 2003 foregår på Søllerød Kro.